# Генель, Георг
Георг Генель (нем. Georg Hänel; 19 декабря 1879, Дрезден — 17 апреля 1945, Блауфельден) — немецкий художник.

## Биография
С 1897 по 1906 год обучался в Дрезденской академии изобразительных искусств. Ученик Карла Банцера. Во время учёбы получил несколько наград, в том числе в 1903 г. малую серебряную медаль.
Участник Первой мировой войны. Служил рядовым солдатом, создал ряд патриотических батальных картин и рисунков, которые публиковались в немецких журналах; был награждён Железным крестом.

## Творчество
Художник-пейзажист, анималист, баталист, график. Художник по рекламе, в частности, создавал рекламные плакаты, календари и рекламные объявления.
До 1944 года регулярно принимал участие в художественных выставках в Дрездене и Мюнхене.
Убит в апреле 1945 года

## Награды
- Железный крест 2 класса
- Малая золотая медаль на выставке в Стеклянном дворце в Мюнхене.

- Альпийский пейзаж с коровами
- Лесной пруд
- Натюрморт
- Победа немцев во Фландрии. 1914 г.